# Haematostaphis
Haematostaphis é um género botânico pertencente à família Anacardiaceae.
1. ↑  «Haematostaphis — World Flora Online». www.worldfloraonline.org. Consultado em 19 de agosto de 2020